# Vektorování tahu

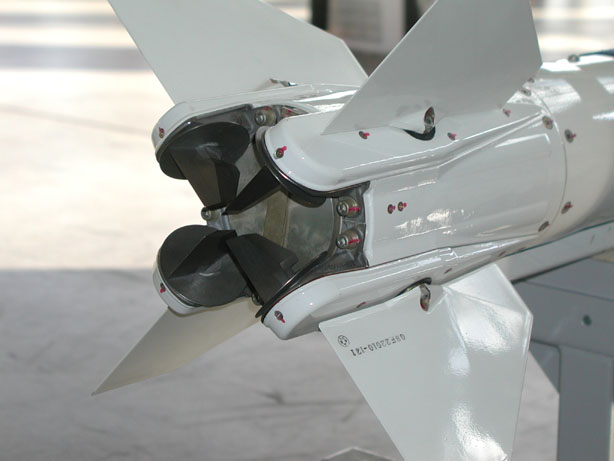
Keramické lopatky ve výtokové trysce japonské rakety AAM-5

Animace ukázky vektorizace tahu raketového motoru

Vektorování tahu je schopnost letadla, rakety, nebo jiného vozidla, či stroje měnit směr tahu z výstupních trysek motoru požadovaným směrem.
Vektorování tahu je využíváno zejména u raketových motorů a to s pomocí vychylování celé trysky, nebo s pomocí deflektorů. Vektorování tahu raketových motorů je využíváno pro řízení směru letu, zvláště ve fázích letu, kdy nejsou účinné aerodynamické řídící plochy (při vyšších nadzvukových rychlostech, nebo ve velkých výškách). První operačně nasazená raketa V-2 používala pro řízení směru letu jak aerodynamické plochy tak řízení výtokových plynů s pomocí deflektorů, což byla keramická kormidla ve výtokové trysce. Raketové motory Space Shuttle Solid Rocket Booster raketoplánu Space Shuttle řídily směr letu s pomocí vychylování celé trysky až o 8°.
Od 90. let 20. století se začalo zkoumat využití vektorování tahu u letounů za účelem zvýšení jejich obratnosti. V 21. století jsou zaváděny první bojové letouny běžně vybavené vektorováním tahu. Letouny používají pro vektorování tahu vychylování trysky proudového motoru, které se mohou pohybovat buď jen vertikálně jako u F-22, nebo všemi směry jako u letounu Suchoj PAK FA. Výjimkou je experimentální letoun X-31, který pro změnu vektoru tahu využíval deflektory.

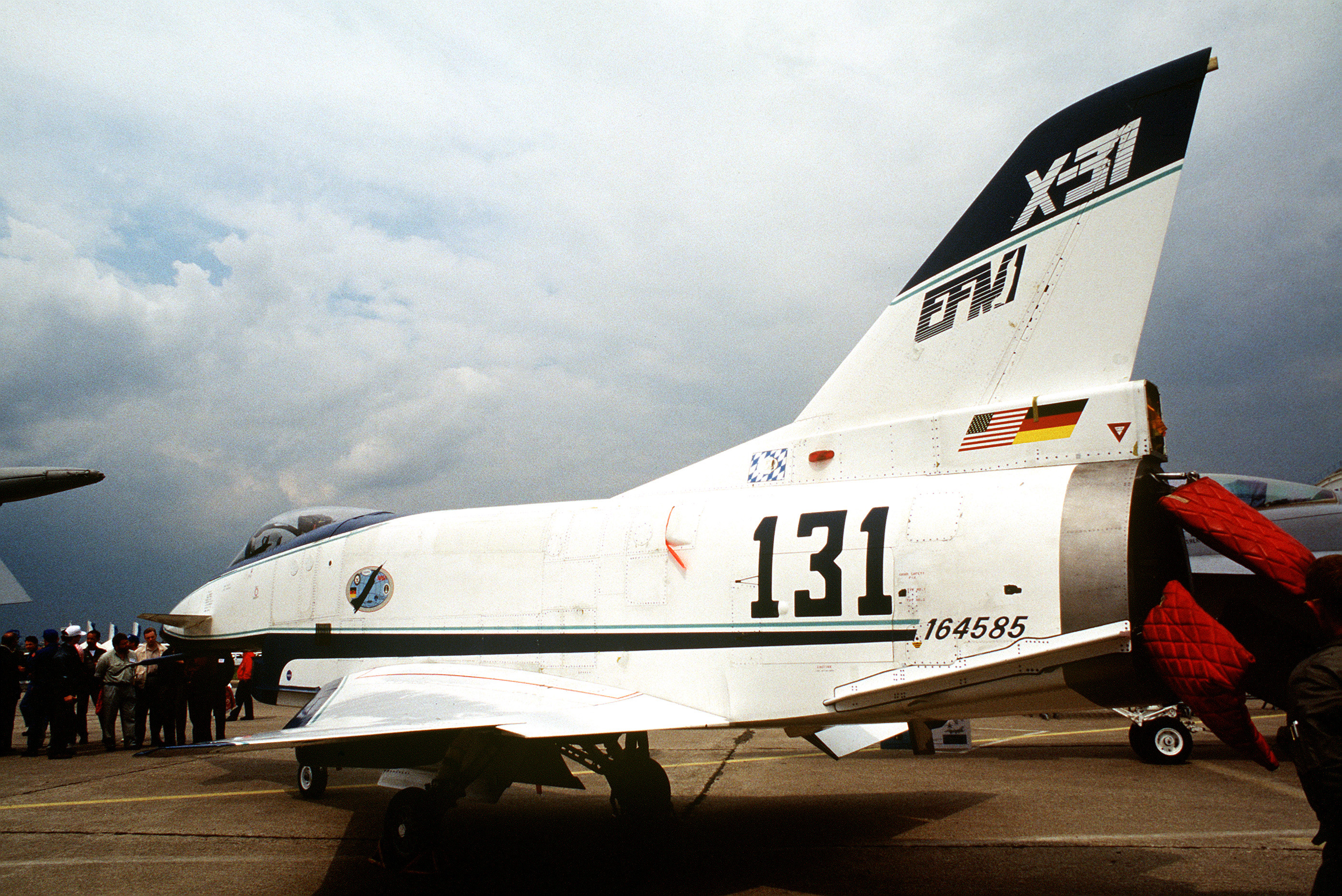
Výstupní tryska s deflektory X-31

## Letouny využívající vektorování tahu
- Lockheed Martin F-35B Lightning II
- F-22 Raptor
- Hawker Siddeley Harrier
- MiG-29OVT
- Su-30SM
- Suchoj PAK FA[1]

### Experimentální letouny s vektorováním tahu
- Bell X-14
- X-31
- Su-47
- F-18 HARV
- F-16 MATV